# Estação Agua Salud
A Estação Agua Salud é uma das estações do Metrô de Caracas, situada no município de Libertador, entre a Estação Gato Negro e a Estação Caño Amarillo. Administrada pela C. A. Metro de Caracas, faz parte da Linha 1.
Foi inaugurada em 2 de janeiro de 1983. Localiza-se na Avenida Sucre. Atende as paróquias de 23 de Enero, de La Pastora e de Sucre.